# Les Oubliées de Juarez
Pour les articles homonymes, voir Juárez et Bordertown.
Pour plus de détails, voir Fiche technique et Distribution.
Les Oubliées de Juarez (Bordertown) est un film américano-britannique sorti en 2007 réalisé par Gregory Nava et produit par David Bergstein, Cary Epstein, Barbara Martinez-Jitner et Tracee Stanley-Newell.
De grandes stars jouent dans ce film telles que Jennifer Lopez, Antonio Banderas, Martin Sheen etc.
Le film raconte l'histoire d'un grand nombre de femmes tuées à Ciudad Juárez et celle d'une reporter américaine envoyée par son journal pour faire une enquête.

## Synopsis
Lauren Adrian est une journaliste d'investigation pour un grand journal américain ; afin d'empocher le poste qu'elle désire depuis plusieurs années, elle accepte une enquête au Mexique, dans la ville de Ciudad Juarez. Son but est de découvrir ce qui arrive aux ouvrières employées dans les usines (maquiladoras) proches de la frontière : en effet, beaucoup d'entre elles disparaissent et les cadavres souillés de certaines sont retrouvés dans le désert ; plus inquiétant encore, les autorités mexicaines semblent vouloir étouffer l'affaire sans la moindre investigation.
Aidée d'un ancien partenaire, Alfonso Diaz, Lauren va retrouver une rescapée (Eva) qui va les aider à poursuivre les coupables. Mais les forces de l'ordre mexicaines corrompues ne sont pas de cet avis et vont tout faire pour empêcher le bon déroulement de l'enquête et faire taire la jeune femme. Bien sûr, les agresseurs d'Eva sont au courant de sa survie et vont essayer de se débarrasser de ce témoin gênant ; ainsi, l'affaire va se révéler beaucoup plus complexe et dangereuse que prévu.

## Fiche technique
- Titre : Les Oubliées de Juarez
- Titre original : Bordertown
- Réalisation et scénario : Gregory Nava
- Directeur artistique : Ed Vega
- Directeur de la photographie : Reynaldo Villalobos
- Montage : Padraic McKinley
- Musique : Graeme Revell
- Production : Gregory Nava, Jennifer Lopez, Simon Fields
  - Producteurs exécutifs : David Bergstein, Cary Epstein, Tracee Stanley-Newell, Barbara Martinez-Jitner
- Budget : 21 000 000 USD
- Pays d'origine : Grande-Bretagne, États-Unis
- Format : Couleurs - 1,85:1 - Dolby Digital - 35 mm
- Durée : 112 minutes
- Date de sortie : 2006

## Distribution

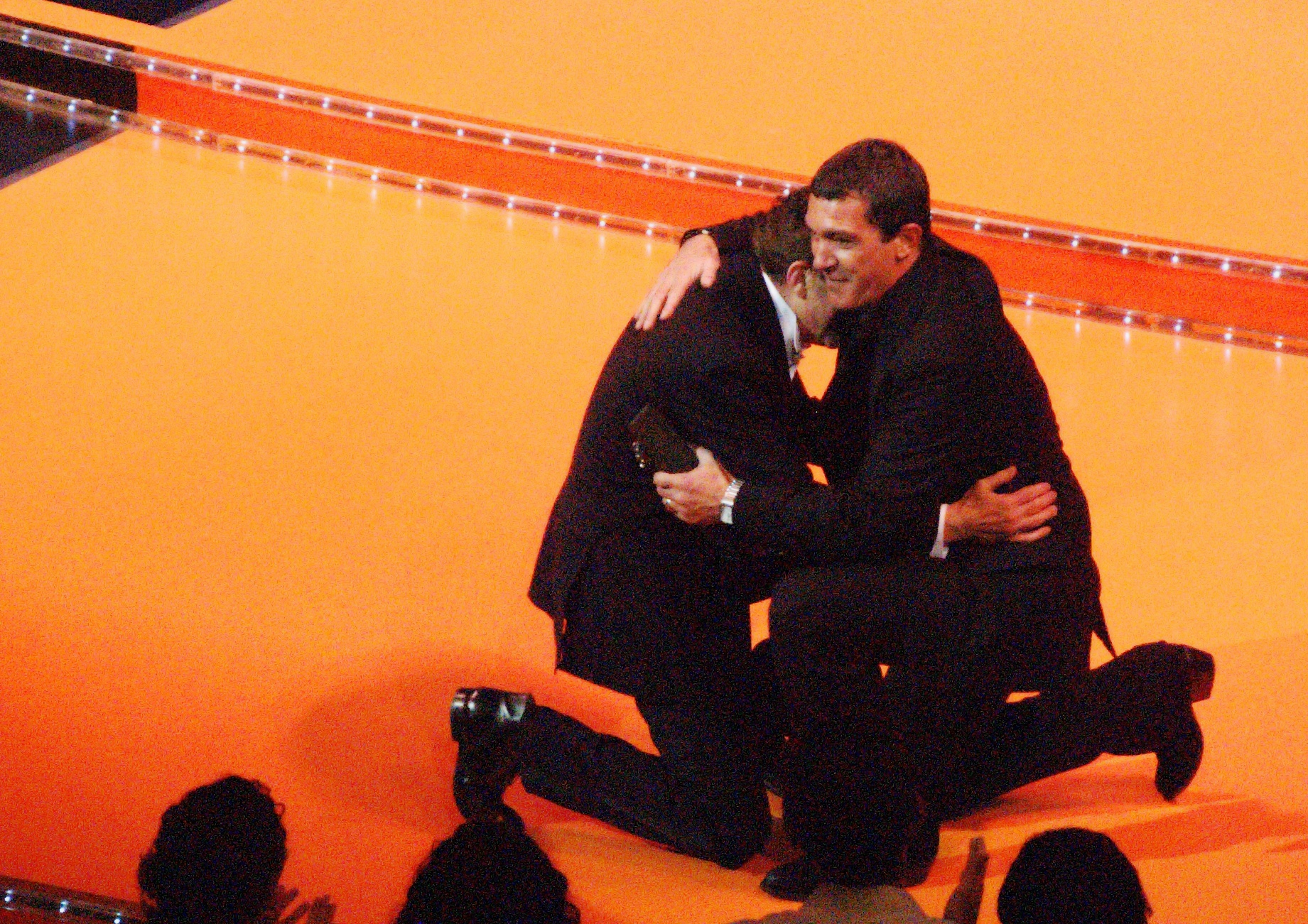
L'acteur Antonio Banderas à la première du film au Festival de Malaga, en avril 2009.

- Jennifer Lopez (VF : Agnès Manoury) : Lauren Adrian, journaliste au Chicago Sentinel, fille d'immigrants mexicains
- Antonio Banderas (VF : Julien Kramer) : Alfonso Diaz, journaliste fondateur du journal mexicain El Sol
- Maya Zapata : Eva Jimenez, ouvrière et victime
- Sônia Braga (VF : Mónica Abularach) : Teresa Casillas, fondatrice d'une association d'aide pour les femmes victimes de Juarez
- Martin Sheen (VF : Philippe Ogouz) : George Morgan, chef de Lauren
- Randall Batinkoff : Frank Kozerski, ami de Lauren
- Kate del Castillo : Elena Diaz
- Julio Cedillo : Julio
- Juanes : lui-même
- Zaide Silvia Gutiérrez (es) : Lourdes Jimenez, mère d'Eva
- Juan Diego Botto : Marco Antonio Salamanca, fils de la famille Salamanca propriétaire de la manutention
- Irineo Álvarez (en) : Domingo Esparza, conducteur de bus et violeur
- Teresa Ruiz : Cecilia Rojas
- Rene Rivera : Aris Rodriguez, violeur et meurtrier

 Source et légende : version française (VF) sur RS Doublage

## Production

### Tournage
- Albuquerque au Nouveau-Mexique
- Mexique :
  - Ciudad Juárez
  - Mexicali
  - Nogales

## Bande originale
Sauf indication contraire, les informations mentionnées dans cette section peuvent être confirmées par le générique de fin de l'œuvre audiovisuelle présentée ici, ainsi que par la base de données cinématographiques IMDb,  présente dans la section « Liens externes ».
- Porque La Vida Es Asi par Jennifer Lopez.
- La camisa negra par Juanes.
- Dale Taller par Rafizone.
- Y Los Sabes Tu par Rafizone.
- Y Preguntan par Macho.
- Me Voy A Portar Mal par Rafizone and Dangerous J Ko.
- Dance with Me par Macho.
- Big Top par Dick Walter.
- No Te Confundas par Rafizone.
- Sin Tregua par Rafizone.
- The Widow par Blood Money.
- Romance de Amor par Hector Pimental.

## Accueil

### Sortie
Le film a été présenté pour la première fois au festival du film de Berlin le 15 février 2007 et est sorti quelques semaines plus tard au cinéma.

### Accueil critique
En France, le site Allociné propose une note moyenne de 2,3⁄5 à partir de l'interprétation de critiques provenant de 22 titres de presse.